# 스피드웨이 (영화)
스피드웨이(Speedway)는 미국에서 제작된 노먼 터로그 감독의 1968년 액션, 뮤지컬 영화이다. 엘비스 프레슬리 등이 주연으로 출연하였다.

## 출연

### 주연
- 엘비스 프레슬리
- 낸시 시나트라

### 조연
- 빌 빅스비
- 게일 고든
- 윌리엄 솨러트
- 빅토리아 페이지 메이어링크
- 로스 하겐
- 칼 밸란틴
- 폰시 폰스
- 해리 힉콕스
- 비버리 파워스
- 리차드 페티
- 케일 야보로그
- 하퍼 카터
- 밥 해리스
- 코트니 브라운
- 데이너 브라운
- 칼 리인델
- 샬로트 스테워트
- 디 캐롤
- 알린 찰스
- 조지 시저
- 에디 가렛
- 찰리 호지
- 로버트 제임스
- 마릴린 존스
- 윌리엄 킨
- S. 존 로너
- 게리 리틀존
- 버트 머스틴
- 캐시 넬슨
- 할 리들
- 리타 로저스
- 로버트 스티븐슨
- 클로드 스트로드

## 제작진
- 세트: 헨리 그레이스
- 세트: 돈 그린우드 주니어